# Wilhelm Böger
Wilhelm Böger (* 18. August 1831 in Commichau (Colditz); † 27. Dezember 1907) war ein deutscher Klavierbauer.

## Leben
Wilhelm Böger absolvierte eine Lehre beim Leipziger Klavierbauer Koch. Nach seiner Ausbildung zog er über verschiedene Zwischenstationen nach Berlin, wo er zunächst als Stimmer und Intoneur tätig war.
Nach seiner Heirat gründete Böger im Jahr 1860 seine eigene Manufaktur. 1875 verlegte er den Betrieb in eine größere Fabrik in der Leipziger Straße. Später wurde die Fabrik erneut verlegt, diesmal an die Neuenburgerstraße. 1888 wurde Bögers ältester Sohn Paul Teilhaber der Firma, die nun Wilh. Böger & Sohn hieß. Nachdem Paul Anfang der 1890er-Jahre gestorben war, trat Bögers zweiter Sohn Willy als Teilhaber in die Firma.
Im Jahr 1930 feierte die Firma ihr 70-jähriges Bestehen. Sie hatte ihren Sitz inzwischen an die Lindenstraße 13 verlegt und stand immer noch unter der Leitung von Willy Böger.